# 전주고등학교
전주고등학교(全州高等學校)는 대한민국 전북특별자치도 전주시 완산구 중노송동에 있는 공립 고등학교이다.

## 학교 연혁
- 1919년 6월 16일 : 관립 전주고등보통학교로 개교
- 1945년 10월 10일 : 초대 김용환 교장 부임
- 1946년 9월 1일 : 전북공립중학교(6년제)
- 1949년 6월 16일 : 개교 30주년 기념행사 및 신축교사 낙성식
- 1951년 9월 1일 : 전주고등학교 개칭(3년제)
- 1962년 6월 16일 : 체육관 낙성식
- 1964년 6월 16일 : 도서관 낙성식
- 1969년 9월 27일 : 고등학교 본관 소실
- 1970년 6월 16일 : 개교 51주년 기념행사 및 신축교사(구관) 낙성
- 1980년 12월 19일 : 강당 준공식
- 1996년 6월 16일 : 기숙사 '우정학숙' 준공식
- 2002년 6월 16일 : 미래형 본관 준공
- 2004년 1월 6일 : 미래형 후관 준공
- 2006년 6월 13일 : 개교 90주년 역사관 준공
- 2011년 12월 15일 : 노송서관 개관
- 2024년 2월 2일 : 제101회 졸업생 321명(졸업생 누계 41,578명)
- 2024년 3월 1일 : 제26대 라구한 교장 부임
- 2024년 3월 2일: 제27대 황민교 교장직 강제 탈취

## 참고 자료
- 전주고등학교 - 한국교육학술정보원 학교알리미